# Chad Kroeger
Chad Robert Kroeger (egentligen Chad Robert Turton), född 15 november 1974 i Hanna i Alberta i Kanada, är en kanadensisk sångare och frontman i det kanadensiska post-grunge-bandet Nickelback. Han har varit gift med Avril Lavigne (2013-2015). Tillsammans med Josey Scott gjorde han låten "Hero" till filmen Spider-Man 2002.

## Nickelback
Nickelback startade sin karriär som ett coverband i Hanna, 215 km nordväst om Calgary, Kanada. Efter att ha tröttnat på att spela andra bands låtar samlade Chad Kroeger ihop en kollektion av originella låtar, lånade pengar av sin styvfar och åkte till Vancouver där han ordnade en inspelning i en kompis studio. Chads bror Mike, och Mikes kompis Ryan Peake som också är gitarrist medverkade. Allt detta inträffade året 1996.
Två år senare började bandmedlemmarna att promota sig själva. Chad tog hand om all radiospelning, brodern Mike fördelade arbetet och Ryan Peake tog hand om alla engagemang. Januari 2000 var en period när kanadensiska behörighetskraven ökade och det blev en desperat sökning efter lokala band. Rock-radion sökte mera "hemma" produkter. Man upptäckte då Nickelbacks singel "Leader of men". Bandet turnerade mycket med albumet "The state" och 200 shower senare hade okända Nickelback spelat på olika konserter för över en miljon människor, med andra band som Creed, 3 Doors Down och Fuel. 
Bandets affärsattraktion var inte förlorad inom inspelningsindustrin, och "The state" blev uppmärksammad inom Roadrunner i U.S.A och EMI i Kanada. Den sålde 500 000 exemplar.